# Élection partielle québécoise de novembre 2010
L'élection partielle du 29 novembre 2010 est une élection partielle qui s'est déroulée dans la circonscription de Kamouraska-Témiscouata. Cette élection a été rendue nécessaire à la suite du décès du député et ministre Claude Béchard
Les résultats de ces élections sont les suivants : 
|                                                                                               | Nom                   | Parti               | Nombre de voix | %      | Maj. |
| --------------------------------------------------------------------------------------------- | --------------------- | ------------------- | -------------- | ------ | ---- |
|                                                                                               | André Simard          | Parti québécois     | 7 213          | 36,8 % | 196  |
|                                                                                               | France Dionne         | Libéral             | 7 017          | 35,8 % | -    |
|                                                                                               | Gérald Beaulieu       | Action démocratique | 4 509          | 23 %   | -    |
|                                                                                               | Serge Proulx          | Québec solidaire    | 522            | 2,7 %  | -    |
|                                                                                               | Frédéric Brophy Nolan | Vert                | 314            | 1,6 %  | -    |
| Total                                                                                         | Total                 | Total               | 19 575         | 100 %  |      |
| Le taux de participation lors de l'élection était de 57,6 % et 296 bulletins ont été rejetés. |                       |                     |                |        |      |